# Francisco de Lemos de Faria Pereira Coutinho
Francisco de Lemos de Faria Pereira Coutinho (Marapicu, 5 de abril de 1735 — Coimbra, 16 de abril de 1822), foi um prelado da Igreja Católica, jurista e político português, nascido na então colônia do Brasil. Foi Bispo de Coimbra durante mais de quatro décadas, de sua nomeação em 1779 até sua morte. Exerceu também o cargo de Reitor da Universidade de Coimbra em dois períodos, somando 31 anos, o que faz de Lemos o Reitor que mais tempo esteve à frente da Universidade.

## Biografia
D. Francisco de Lemos de Faria Pereira Coutinho nasceu no dia 5 de abril de 1735 em Marapicu, na Freguesia de Santo Antônio de Jacutinga — hoje parte do município de Nova Iguaçu — na então Capitania do Rio de Janeiro. Seus pais eram Manuel Pereira Ramos e sua mulher Helena de Andrade de Sotomaior, ambos membros de famílias da elite colonial. Seu pai era, na época, capitão-mor do Rio de Janeiro e senhor de vários engenhos, como o de Marapicu.
Fez os seus primeiros estudos num estabelecimento dos Jesuítas no Rio de Janeiro, e em 1746, aos 11 anos de idade, foi para Portugal, onde, dois anos depois, se matriculou no curso de Cânones da Faculdade de Cânones da Universidade de Coimbra. Em 1753, adquiriu o grau de Bacharel, e, no ano seguinte, aos 19 anos, obteve o seu Doutoramento.
Ainda em 1753, em Coimbra, recebeu pelas mãos do Bispo de Macau, D. Bartolomeu, a prima tonsura e as quatro ordens menores. Alguns anos depois, entre finais de 1759 e inícios de 1760, após licença do Patriarca de Lisboa, recebeu as ordens maiores de subdiácono, diácono e presbítero pelas mãos do Arcebispo de Lacedemônia.
Por carta régia de D. José I de Portugal de 14 de maio de 1770, foi nomeado Reitor da Universidade de Coimbra; a partir de 1772, acumulou a este cargo o de Reformador da Universidade. É deste período a Relação Geral do Estado da Universidade, redigida por Lemos em 1777, documento até hoje indispensável ao estudo da Universidade, à frente da qual esteve até outubro de 1779.
Em 1773, o Papa Clemente XIV, o Rigoroso, nomeou-o para coadjutor do Bispo de Coimbra. A 13 de abril de 1774, foi sagrado Bispo, recebendo a sé titular de Zenópolis, na Lícia. A 12 de setembro de 1779, tornou-se o 52.º Bispo de Coimbra e, consequentemente, o 17.º Conde de Arganil, após a morte de seu antecessor, D. Miguel da Anunciação. D. Francisco foi bispo desta diocese até a sua morte.
Por carta régia de D. João, Príncipe Regente de D. Maria I de Portugal de 13 de maio de 1799, foi novamente feito Reitor da Universidade de Coimbra, permanecendo no cargo até 11 de setembro de 1821, quando, contando já 86 anos de idade, solicitou a sua remoção.
Ainda em 1821, havia sido eleito deputado brasileiro às Cortes de Lisboa pela Província do Rio de Janeiro; Lemos, contudo, com a saúde já muito debilitada, renunciou à posição, nunca chegando a assumi-la.
D. Francisco faleceu no Paço Episcopal de Coimbra, no dia 16 de abril de 1822, aos 87 anos. Era tio paterno de Henrique de Macedo Pereira Coutinho, 1.º Conde de Macedo.